# Ceroys
Ceroys is een geslacht van Phasmatodea uit de familie Heteronemiidae. De wetenschappelijke naam van dit geslacht is voor het eerst geldig gepubliceerd in 1838 door Serville.

## Soorten
Het geslacht Ceroys omvat de volgende soorten:
- Ceroys albogranulatus Piza, 1938
- Ceroys baculus (Saussure, 1859)
- Ceroys brevicornis Conle, Hennemann & Gutiérrez, 2011
- Ceroys coronatus (Thunberg, 1815)
- Ceroys cristatus Redtenbacher, 1906
- Ceroys lituus Rehn, 1904
- Ceroys multispinosum Serville, 1838
- Ceroys perfoliatus (Gray, 1835)
- Ceroys pusillus Redtenbacher, 1906
- Ceroys scaber Piza, 1936
- Ceroys spinosus Zompro, 2004
- Ceroys brunneri Piza, 1936
- Ceroys heymonsi (Piza, 1936)
- Ceroys redtenbacheri (Piza, 1936)
- Ceroys saevissimus Westwood, 1859